# غار سادرمند
غار سادرمند مربوط به دوره ساسانیان تا دوران‌های تاریخی پس از اسلام است و در شهرستان جاسک، روستای گزدان واقع شده و این اثر در تاریخ ۷ مهر ۱۳۸۱ با شمارهٔ ثبت ۶۴۶۵ به‌عنوان یکی از آثار ملی ایران به ثبت رسیده‌است.